# Merianthera sipolisii
Merianthera sipolisii là một loài thực vật có hoa trong họ Mua. Loài này được (Glaz. & Cogn.) Wurdack mô tả khoa học đầu tiên năm 1984.